# Tico-tico-de-santa-marta
Tico-tico-de-santa-marta  (Atlapetes melanocephalus) é uma espécie de ave da família Fringillidae.
É endémica da Colômbia.
Os seus habitats naturais são: regiões subtropicais ou tropicais húmidas de alta altitude e florestas secundárias altamente degradadas.